# Santa Teresita, Batangas
Sta. Teresita là một đô thị cấp bốn ở tỉnh Batangas, Philippines. Theo điều tra dân số năm 2000, đô thị này có dân số 14,074 người trong 2.762 hộ.

## Barangays
Sta. Teresita, về mặt hành chính, được chia thành 17 khu phố (barangay).
| - Antipolo - Bihis - Burol - Calayaan - Calumala - Cuta Đ - Cuta West - Irukan - Pacifico | - Poblacion I - Saimsim - Sampa - Sinipian - Tambo Ibaba - Tambo Ilaya - Poblacion II - Poblacion III |